# Солонины
Солонины (пол. Słonina) — дворянский род.
Потомство Дмитрия Солонинки, нобилитованного в июне 1659 г.
Другой род происходит от полковника киевского Константина Солонины, пожалованного поместьем в 1676 г., и племянника его Сергея Васильевича Солонины, сотника остерского, пожалованного поместьями в 1696 г.
Род Солонины, разделившийся на несколько ветвей, внесён в родословные книги бывш. Киевского наместничества и Черниговской губернии.

## Описание герба
В серебряном поле голубой щит, в котором вверху золотой кавалерский крест, в правом углу золотая звезда, а в левом золотой полумесяц, обращённый вправо.
На щите дворянский коронованный шлем. Нашлемник: трезубец, увенчанный золотой звездой, между двух страусовых перьев. Намёт на щите голубой, подложенный золотом. Щитодержатель: воин.